# Andrena melanochroa
Andrena melanochroa là một loài Hymenoptera trong họ Andrenidae. Loài này được Cockerell mô tả khoa học năm 1898.

## Hình ảnh

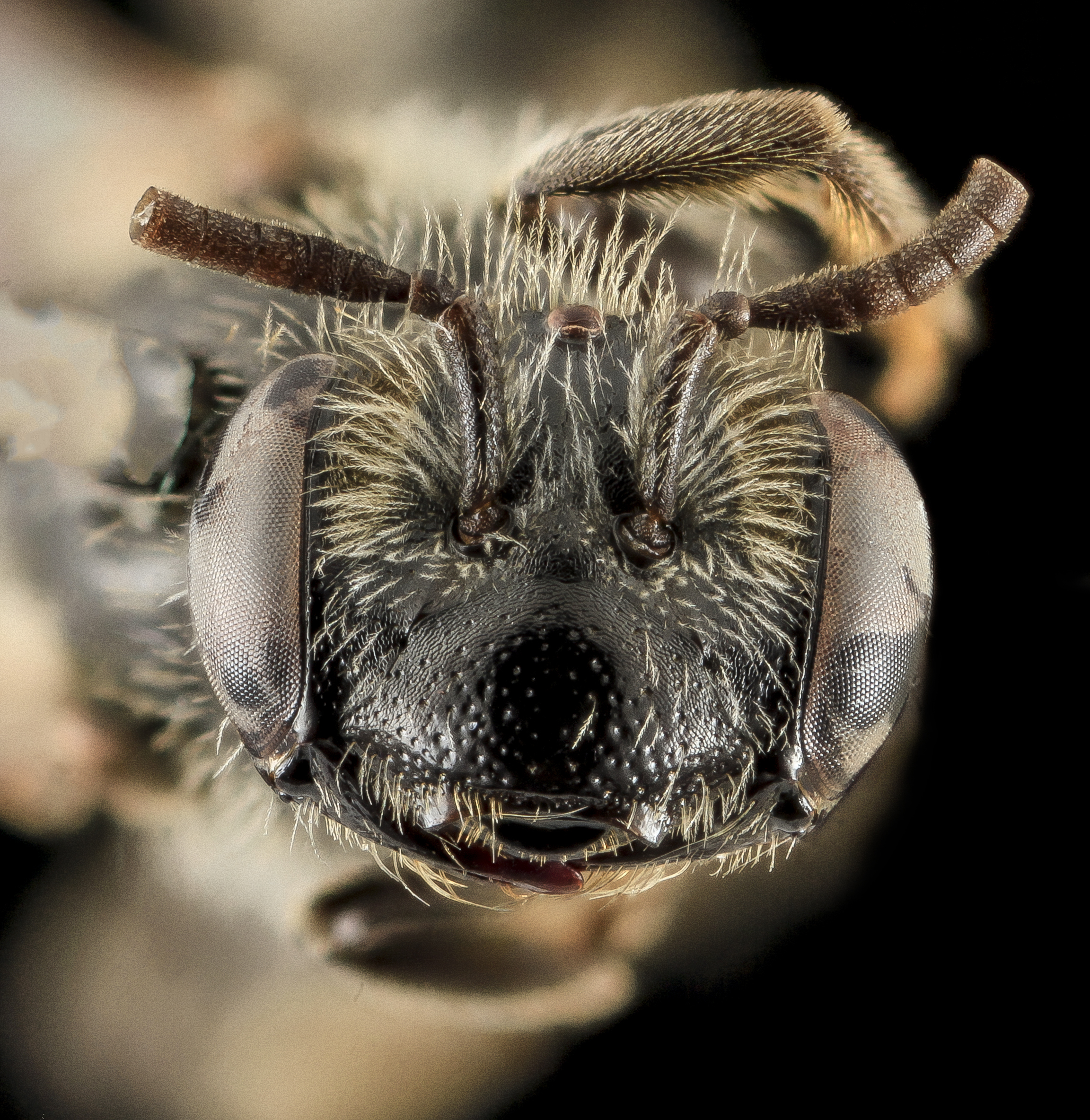
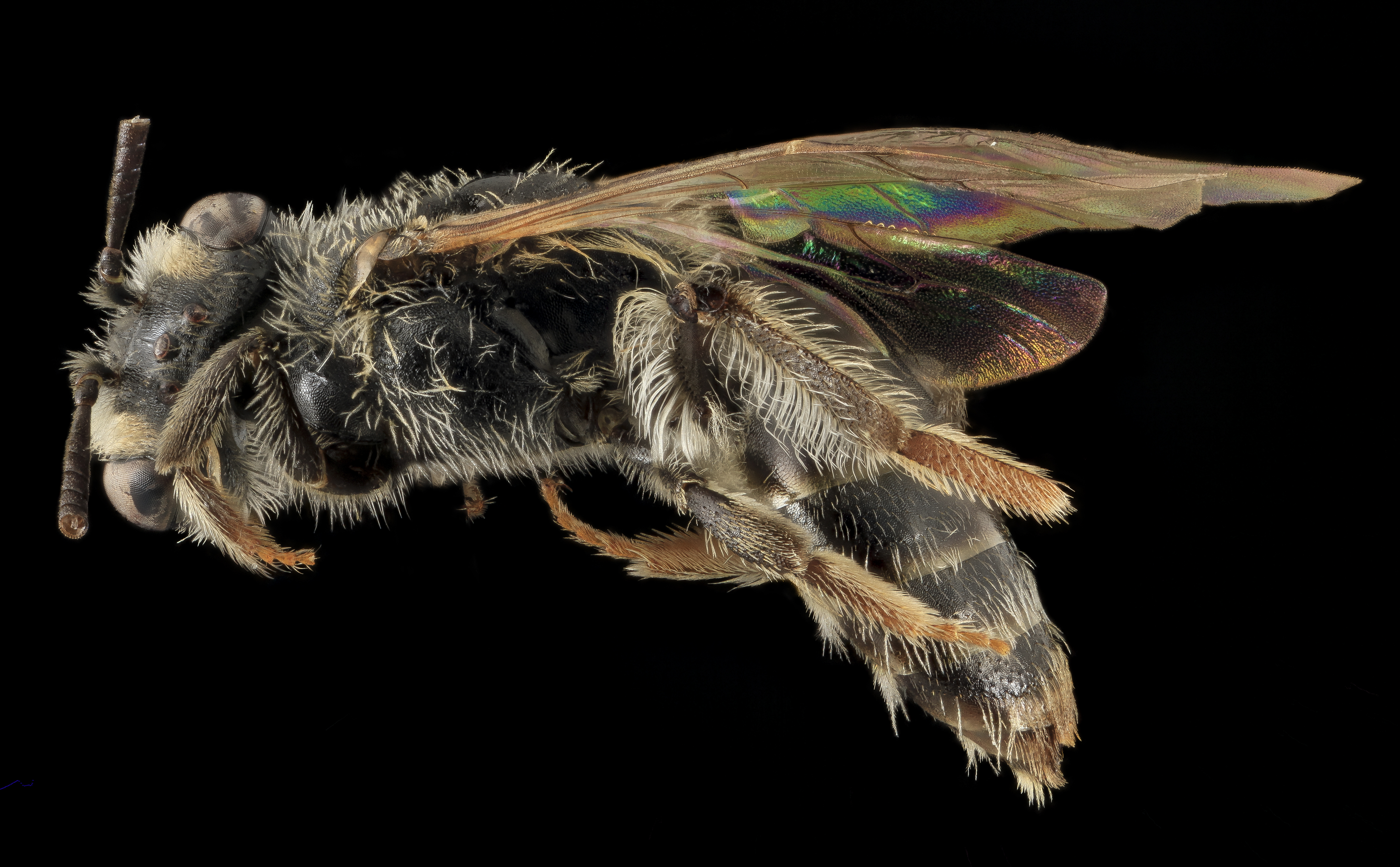